# Mehmet Dingil
Mehmet Tayfun Dingil (Veghel, 28 november 1989) is een Nederlands-Turks voetballer die als rechtsback of centrale verdediger speelt.

## Carrière
Tot 2012 speelde Dingil onder François Gesthuizen bij Blauw Geel '38 uit Veghel. In de zomer van dat jaar vertrok hij naar zondagtopklasser JVC Cuijk. Hiermee bereikte hij in 2014 de kwartfinale van de KNVB beker en werd hij vierde in de competitie. Na dit seizoen vertrok de verdediger naar eerstedivisionist Achilles '29 waar hij herenigd werd met Gesthuizen.
Op 9 augustus debuteerde Dingil in de uitwedstrijd tegen Jong PSV. Dingil begon sterk aan het seizoen en dit uitte zich in het aantal speelminuten: hij speelde de eerste 26 wedstrijden, waarvan één bekerwedstrijd, de volle 90 minuten. Op 1 december beloonde hij zijn goede spel met een kopdoelpunt tegen FC Volendam uit een hoekschop van Lion Kaak. Een week later kopte hij uit een hoekschop van Thijs Hendriks ook raak tegen N.E.C.. Op 27 februari 2015, op bezoek bij VVV-Venlo maakte hij voor het eerst niet de 90 minuten vol: vanwege een blessure werd hij eerder vervangen. Diezelfde dag werd bekendgemaakt door de club dat hij zijn contract met twee jaar verlengd had. 8 maart scoorde hij tegen FC Den Bosch wederom met een kopgoal: ditmaal was het raak uit een vrije trap van Hendriks. Door een meniscusblessure moest hij de laatste wedstrijden van het seizoen missen. In de vijfde speelronde van het volgende seizoen ontving hij tegen Go Ahead Eagles (3-2 verlies) drie minuten voor tijd zijn tweede gele kaart van de wedstrijd, waardoor hij door een schorsing de uitwedstrijd tegen Sparta Rotterdam moest missen.
In 2016 ging hij naar het Turkse Menemen Belediyespor dat uitkomt in de TFF 2. Lig. In 2017 ging Dingil op hetzelfde niveau voor Hatayspor spelen. Met zijn club promoveerde Dingil naar de TFF 1. Lig na poulewinst in het seizoen 2017/18. In het seizoen 2018/19 maakte Hatayspor met Dingil kans om te promoveren voor de Süper Lig. De play-offwedstrijd eindigde na penalty's in het voordeel van Gazişehir Gaziantep FK. In augustus 2019 heeft Dingil het aanbod van Afjet Afyonspor geaccepteerd en zal in het seizoen 2019/20 uitkomen voor het team dat in de TFF 2. Lig speelt. Een seizoen later ging Dingel naar reeksgenoot Sancaktepe FK. In januari 2021 ging hij naar Ankara Keçiörengücü. Medio 2022 tekende hij bij Iğdır FK. In de zomer van 2024 maakte hij de overstap naar Çorum FK. Daar werd zijn contract eind 2024 ontbonden nadat hij met een blessure kampte.

## Statistieken
| Seizoen                                   | Club                | Land               | Competitie      | Competitie | Competitie | Competitie | Beker | Beker | Beker | Totaal | Totaal | Totaal |
| Seizoen                                   | Club                | Land               | Competitie      | Wed.       | Dlp.       | Ass.       | Wed.  | Dlp.  | Ass.  | Wed.   | Dlp.   | Ass.   |
| ----------------------------------------- | ------------------- | ------------------ | --------------- | ---------- | ---------- | ---------- | ----- | ----- | ----- | ------ | ------ | ------ |
| 2009/10                                   | Blauw Geel '38      | Vlag van Nederland | Eerste klasse D | 15         | 2          | 0          | 0     | 0     | 0     | 15     | 2      | 0      |
| 2010/11                                   | Blauw Geel '38      | Vlag van Nederland | Hoofdklasse B   | 25         | 3          | 0          | 0     | 0     | 0     | 25     | 3      | 0      |
| 2010/11                                   | Blauw Geel '38      | Vlag van Nederland | Hoofdklasse B   | 26         | 4          | 0          | 0     | 0     | 0     | 26     | 4      | 0      |
| 2012/13                                   | JVC Cuijk           | Vlag van Nederland | Topklasse       | 22         | 3          | 0          | 2     | 1     | 0     | 24     | 4      | 0      |
| 2013/14                                   | JVC Cuijk           | Vlag van Nederland | Topklasse       | 26         | 5          | 0          | 5     | 0     | 0     | 31     | 5      | 0      |
| 2014/15                                   | Achilles '29        | Vlag van Nederland | Eerste divisie  | 31         | 3          | 0          | 3     | 1     | 0     | 34     | 4      | 0      |
| 2015/16                                   | Achilles '29        | Vlag van Nederland | Eerste divisie  | 32         | 2          | 0          | 3     | 1     | 0     | 35     | 3      | 0      |
| 2016/17                                   | Menemenspor         | Vlag van Turkije   | 2. Lig          | 17         | 0          | 0          | 2     | 0     | 0     | 19     | 0      | 0      |
| 2017/18                                   | Hatayspor           | Vlag van Turkije   | 2. Lig          | 13         | 2          | 0          | 2     | 0     | 0     | 15     | 2      | 0      |
| 2018/19                                   | Hatayspor           | Vlag van Turkije   | 1. Lig          | 6          | 0          | 0          | 8     | 0     | 0     | 14     | 0      | 0      |
| 2019/20                                   | Afyonspor           | Vlag van Turkije   | 2. Lig          | 26         | 2          | 0          | 0     | 0     | 0     | 26     | 2      | 0      |
| 2020/21                                   | Sancaktepe          | Vlag van Turkije   | 2. Lig          | 12         | 3          | 0          | 0     | 0     | 0     | 12     | 3      | 0      |
| 2020/21                                   | Ankara Keçiörengücü | Vlag van Turkije   | 1. Lig          | 16         | 1          | 1          | 0     | 0     | 0     | 16     | 1      | 1      |
| 2021/22                                   | Ankara Keçiörengücü | Vlag van Turkije   | 1. Lig          | 34         | 0          | 2          | 0     | 0     | 0     | 34     | 0      | 2      |
| 2022/23                                   | Iğdır FK            | Vlag van Turkije   | 3. Lig          | 29         | 0          | 1          | 1     | 0     | 0     | 30     | 0      | 1      |
| 2023/24                                   | Iğdır FK            | Vlag van Turkije   | 2. Lig          | 29         | 2          | 0          | 0     | 0     | 0     | 29     | 2      | 0      |
| Carrièretotaal                            | Carrièretotaal      | Carrièretotaal     | Carrièretotaal  | 359        | 32         | 4          | 26    | 3     | 0     | 385    | 35     | 4      |
| Bijgewerkt tot en met het seizoen 2023/24 |                     |                    |                 |            |            |            |       |       |       |        |        |        |